# Championnats d'Europe de gymnastique rythmique
Les championnats d'Europe de gymnastique rythmique ont lieu pour la première fois en 1978. Ils sont organisés par l'Union européenne de gymnastique.

## Éditions
| Année | Édition | Lieu           | Pays        |
| ----- | ------- | -------------- | ----------- |
| 1978  | I       | Madrid         | Espagne     |
| 1980  | II      | Amsterdam      | Pays-Bas    |
| 1982  | III     | Stavanger      | Norvège     |
| 1984  | IV      | Vienne         | Autriche    |
| 1986  | V       | Florence       | Italie      |
| 1988  | VI      | Helsinki       | Finlande    |
| 1990  | VII     | Göteborg       | Suède       |
| 1992  | VIII    | Stuttgart      | Allemagne   |
| 1993  | IX      | Bucarest       | Roumanie    |
| 1994  | X       | Thessalonique  | Grèce       |
| 1995  | XI      | Prague         | Tchéquie    |
| 1996  | XII     | Asker          | Norvège     |
| 1997  | XIII    | Patras         | Grèce       |
| 1998  | XIV     | Porto          | Portugal    |
| 1999  | XV      | Budapest       | Hongrie     |
| 2000  | XVI     | Saragosse      | Espagne     |
| 2001  | XVII    | Genève         | Suisse      |
| 2002  | XVIII   | Grenade        | Espagne     |
| 2003  | XIX     | Riesa          | Allemagne   |
| 2004  | XX      | Kiev           | Ukraine     |
| 2005  | XXI     | Moscou         | Russie      |
| 2006  | XXII    | Moscou         | Russie      |
| 2007  | XXIII   | Bakou          | Azerbaïdjan |
| 2008  | XXIV    | Turin          | Italie      |
| 2009  | XXV     | Bakou          | Azerbaïdjan |
| 2010  | XXVI    | Brême          | Allemagne   |
| 2011  | XXVII   | Minsk          | Biélorussie |
| 2012  | XXVIII  | Nijni Novgorod | Russie      |
| 2013  | XXIX    | Vienne         | Autriche    |
| 2014  | XXX     | Bakou          | Azerbaïdjan |
| 2015  | XXXI    | Minsk          | Biélorussie |
| 2016  | XXXII   | Holon          | Israël      |
| 2017  | XXXIII  | Budapest       | Hongrie     |
| 2018  | XXXIV   | Guadalajara    | Espagne     |
| 2019  | XXXV    | Bakou          | Azerbaïdjan |
| 2020  | XXXVI   | Kiev           | Ukraine     |
| 2021  | XXXVII  | Varna          | Bulgarie    |
| 2022  | XXXVIII | Tel Aviv       | Israël      |
| 2023  | XXXIX   | Bakou          | Azerbaïdjan |
| 2024  | XL      | Budapest       | Hongrie     |

## Médaillées

### Concours général individuel
| Édition | Lieu                   | Or                                                     | Argent               | Bronze                   |
| ------- | ---------------------- | ------------------------------------------------------ | -------------------- | ------------------------ |
| 1978    | Madrid, Espagne        | Galina Shugurova                                       | Irina Deriugina      | Susana Mendizábal        |
| 1980    | Amsterdam, Pays-Bas    | Iliana Raeva                                           | Lilia Ignatova       | Inessa Lissovskja        |
| 1982    | Stavanger, Norvège     | Anelia Ralenkova Dalia Kutkaite                        |                      | Iliana Raeva             |
| 1984    | Vienne, Autriche       | Anelia Ralenkova Galina Beloglazova                    |                      | Diliana Gueorguieva      |
| 1986    | Florence, Italie       | Bianca Panova Lilia Ignatova                           |                      | Galina Beloglazova       |
| 1988    | Helsinki, Finlande     | Alexandra Timochenko Adriana Dunavska Elisabeth Koleva |                      |                          |
| 1990    | Göteborg, Suède        | Julia Baicheva Alexandra Timochenko                    |                      | Oksana Skaldina          |
| 1992    | Stuttgart, Allemagne   | Maria Petrova                                          | Alexandra Timochenko | Oxana Kostina            |
| 1994    | Thessalonique, Grèce   | Maria Petrova                                          | Elena Vitrichenko    | Amina Zaripova           |
| 1996    | Asker, Norvège         | Ekaterina Serebrianskaya                               | Yanina Batyrchina    | Amina Zaripova           |
| 1997    | Patras, Grèce          | Elena Vitrichenko                                      | Tatiana Ogrizko      | Ekaterina Serebrianskaya |
| 1998    | Porto, Portugal        | Alina Kabaeva                                          | Evgenia Pavlina      | Yanina Batyrchina        |
| 1999    | Budapest, Hongrie      | Alina Kabaeva                                          | Yulia Raskina        | Eva Serrano              |
| 2000    | Saragosse, Espagne     | Alina Kabaeva                                          | Yulia Raskina        | Yulia Barsukova          |
| 2002    | Grenade, Espagne       | Alina Kabaeva                                          | Tamara Yerofeeva     | Anna Bessonova           |
| 2004    | Kiev, Ukraine          | Alina Kabaeva                                          | Anna Bessonova       | Irina Tchachina          |
| 2005    | Moscou, Russie         | Irina Tchachina                                        | Olga Kapranova       | Anna Bessonova           |
| 2006    | Moscou, Russie         | Vera Sessina                                           | Alina Kabaeva        | Anna Bessonova           |
| 2007    | Bakou, Azerbaïdjan     | Vera Sessina                                           | Anna Bessonova       | Olga Kapranova           |
| 2008    | Turin, Italie          | Evguenia Kanaïeva                                      | Anna Bessonova       | Olga Kapranova           |
| 2010    | Brême, Allemagne       | Evguenia Kanaïeva                                      | Daria Kondakova      | Aliya Garayeva           |
| 2012    | Nijni Novgorod, Russie | Evguenia Kanaïeva                                      | Alexandra Merkulova  | Aliya Garayeva           |
| 2014    | Bakou, Azerbaïdjan     | Yana Kudryavtseva                                      | Melitina Staniouta   | Ganna Rizatdinova        |
| 2016    | Holon, Israël          | Yana Kudryavtseva                                      | Margarita Mamun      | Ganna Rizatdinova        |
| 2018    | Guadalajara, Espagne   | Arina Averina                                          | Dina Averina         | Katsiaryna Halkina       |
| 2020    | Kiev, Ukraine          | Linoy Ashram                                           | Alina Harnasko       | Anastasiia Salos         |

### Concours général en groupe
| Édition | Lieu                       | Or               | Argent           | Bronze          |
| ------- | -------------------------- | ---------------- | ---------------- | --------------- |
| 1978    | Madrid, Espagne            | Bulgarie         | Union soviétique | Tchécoslovaquie |
| 1980    | Amsterdam, Pays-Bas        | Bulgarie         | Union soviétique | Tchécoslovaquie |
| 1982    | Stavanger, Norvège         | Union soviétique | Bulgarie         | Tchécoslovaquie |
| 1984    | Vienne, Autriche           | Bulgarie         | Union soviétique | Espagne         |
| 1986    | Florence, Italie           | Bulgarie         | Union soviétique | Espagne         |
| 1988    | Helsinki, Finlande         | Bulgarie         | Union soviétique | Hongrie         |
| 1990    | Göteborg, Suède            | Bulgarie         | Union soviétique | Espagne         |
| 1992    | Stuttgart, Allemagne       | Russie Espagne   |                  | Hongrie         |
| 1993    | Bucarest, Roumanie         | Russie           | Bulgarie         | Espagne         |
| 1995    | Prague, République tchèque | Russie           | Bulgarie         | Espagne         |
| 1997    | Patras, Grèce              | Russie           | Grèce            | Ukraine         |
| 1999    | Budapest, Hongrie          | Grèce            | Russie           | Biélorussie     |
| 2001    | Genève, Suisse             | Russie           | Grèce            | Biélorussie     |
| 2003    | Riesa, Allemagne           | Russie           | Bulgarie         | Italie          |
| 2006    | Moscou, Russie             | Russie           | Italie           | Biélorussie     |
| 2008    | Turin, Italie              | Russie           | Biélorussie      | Italie          |
| 2010    | Brême, Allemagne           | Russie           | Italie           | Biélorussie     |
| 2012    | Nijni Novgorod, Russie     | Russie           | Biélorussie      | Italie          |
| 2014    | Bakou, Azerbaïdjan         | Russie           | Italie           | Israël          |
| 2016    | Holon, Israël              | Russie           | Biélorussie      | Israël          |
| 2018    | Guadalajara, Espagne       | Russie           | Italie           | Bulgarie        |
| 2020    | Kiev, Ukraine              | Israël           | Azerbaïdjan      | Ukraine         |